# Котик Віорел Дмитрович
Віорел Дмитрович Котик (15 вересня 1952, с. Чагор, Чернівецька область, Українська РСР, СРСР) — український дипломат, радник І класу

## Біографія
Народився 15 вересня 1952 року в селі Чагор (передмістя Чернівців). Закінчив Чагорську восьмирічну школу, Чернівецьке педагогічне училище, Кам'янець-Подільський педагогічний інститут, Молдовський державний університет. Магістр з міжнародних відносин. Кандидат політичних наук.
Працював викладачем Чернівецького педагогічного училища, консультантом з питань міжнародних зв'язків і міжнаціональних відносин Чернівецької обласної державної адміністрації, директором Представництва торгово-промислової палати Чернівецької області в Румунії.
З 1996 року в системі Міністерства закордонних справ України:
1996—1999 — другий секретар Посольства України в Республіці Молдова,
1999—2001 — перший секретар Третього Територіального управління МЗС України,
2001—2005 — перший секретар, радник, радник-посланник Посольства України в Румунії
2005—2009 — начальник відділу державного кордону Договірно-правового департаменту МЗС України,
2009—2013 — радник-посланник Посольства України в Румунії,
2011—2012 — Тимчасовий Повірений у справах України в Румунії.
Указом Президента України призначався главою делегації України у Спільній українсько-молдовській демаркаційній комісії (2006—2009 рр.), був главою української делегації на переговорах з укладення Угоди про точку стику державних кордонів України, Республіки Польща і Республіки Білорусь. Як член делегації України брав участь у переговорах з укладення Договору між Україною і Румунією про режим українсько-румунського державного кордону, Договору між Україною та РФ про українсько-російський державний кордон, Договору між Україною і РФ про делімітацію континентального шельфу і виключних економічних зон у Чорному морі та Угоди між Україною і РФ про розмежування акваторії Азовського моря і Керченської протоки. Був членом делегації України в Українсько-Румунській, Українсько-Словацькій та Українсько-Угорській змішаних комісіях з перевірки проходження державного кордону України з Румунією, Словаччиною і Угорщиною.
З 2013 року - на заслуженому відпочинку. Займається активною творчою діяльністю. Його поезія, проза, різножанрові музичні твори опубліковані в різних періодичних виданнях України, Ізраїлю та Румунії. Зокрема, вірші "Розмова з Кобзарем", "В полях фламандських..." увійшли до порталу "Поезія вільних", створеного за підтримки Міністерства культури та інформаційної політики України. У 2021 році на каналі Ютуб була оприлюднена новела-феєрія "Сюзі", яку читає Заслужений артист України Михайло Войчук. Новела користується популярністю у слухачів. 
Пісенні твори здобували високі відзнаки на різних конкурсах. За виконання авторських пісень був нагороджений Дипломом Лауреата Всеукраїнського фестивалю "Музична Україна", що відбувся у серпні 2021 року, а також Дипломом Лауреата міжконтинентального радіо-фестивалю "Співай рідною", 2023 рік, м. Сакраменто, США. Хорова композиція "Славімо Господа" (1. "Отче наш" 2. "Kyrie eleison" 3. "Молитва за Україну" 4. "Боже праведний, помилуй Україну") в репертуарі Народної академічної хорової капели ім. П.Чубинського, а хоровий твір "Батьківська земля" з успіхом виконує Заслужений академічний буковинський ансамбль пісні і танцю ім. А.Кушніренка. Чимало схвальних відгуків отримала пісня "Білий ангел" у авторському виконанні. Пісня "Будьмо здорові" незмінно звучить на концертах Народної артистки України Алли Кудлай. 

## Автор статей
Автор статей на тему українсько-румунських відносин і етнополітичних проблем.